# Kyoesti Laasonen
Kyösti Kalevi Laasonen (Kitee, 27 settembre 1945) è un ex arciere finlandese.

## Palmarès
- Giochi olimpici

Monaco di Baviera 1972: bronzo nell'individuale.
- Mondiali

Punta Ala 1981: oro nell'individuale e argento nella gara a squadre.
- Europei

Rutte 1968: oro nell'individuale;
Rutte 1978: oro nell'individuale;